# Händewaschen

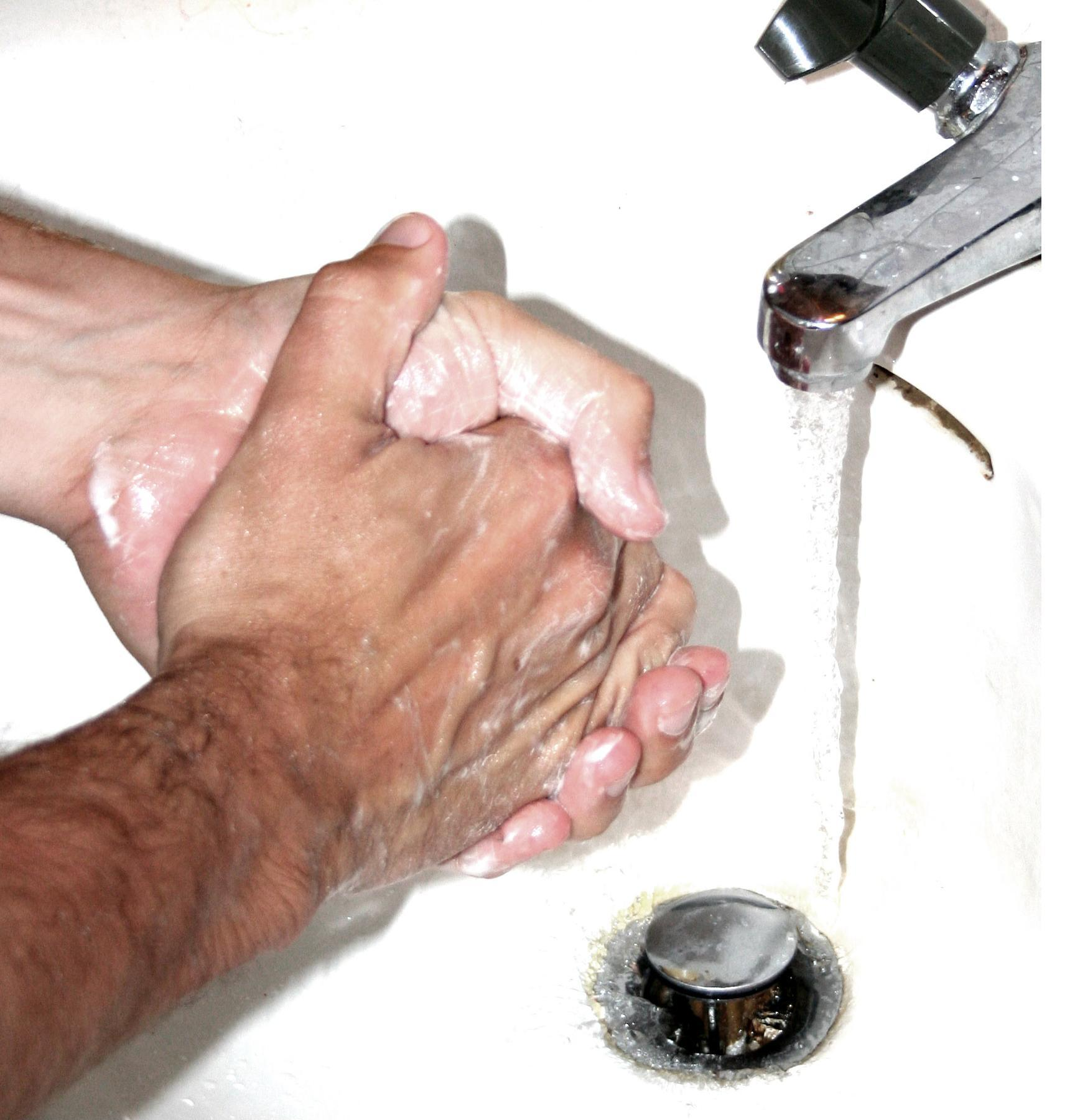
Händewaschen

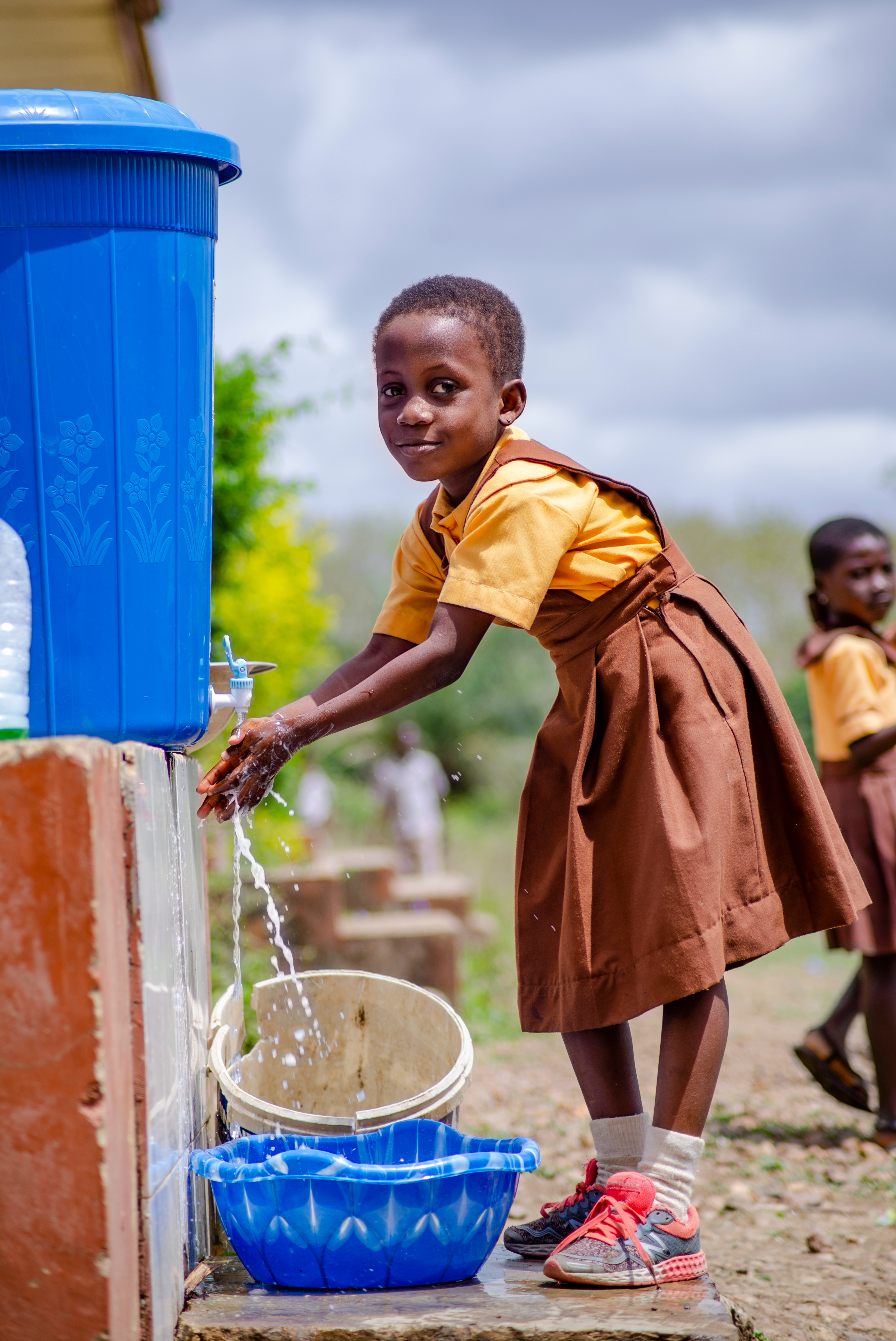
Händewaschen in Ghana

Händewaschen ist die Reinigung der Hände mit Wasser (und meist Seife oder seifenähnlichen Substanzen), um Schmutz und potentielle Krankheitserreger zu entfernen bzw. zu inaktivieren. Es erfüllt damit eine ästhetische und eine hygienische Funktion.

## Anwendung und hygienische Funktion
Grober Schmutz, der durch Berührungskontakt auf die Haut gerät und sicht- bzw. fühlbar ist, und Rückstände von Hautschuppen, Hauttalg und Schweiß bilden vor allem an den Händen einen Nährboden für Krankheitserreger, der regelmäßig durch Waschen mechanisch entfernt werden kann, wenn die gesamte Hand einschließlich der Fingerzwischenräume mindestens 20 Sekunden lang gereinigt und anschließend abgespült sowie gründlich abgetrocknet wird. Mikrobielle Kontaminationen werden reduziert, zum Beispiel Bakterien um eine bis zwei log10-Stufen (90–99 %); unbehüllte Viren werden nur mechanisch entfernt, behüllte Viren dagegen teilweise durch Seife inaktiviert.
Das Händewaschen gilt außerhalb medizinischer Bereiche als ausreichend, ist aber keine Alternative zur hygienischen Händedesinfektion. Eine Ausnahme bildet der Kontakt mit bestimmten sporenbildenden Erregern (z. B. Clostridioides difficile), bei der nur das Händewaschen möglicherweise anhaftende Sporen reduziert, die durch die üblichen Hautdesinfektionsmittel auf Alkoholbasis nicht inaktiviert werden können.
Mit dem Händewaschen wird das Risiko für fäkal-orale Schmierinfektionen gesenkt, wie z. B. ansteckende Durchfallerkrankungen. Deshalb ist das Händewaschen besonders wichtig nach dem Toilettengang, vor dem Zubereiten von Mahlzeiten und vor dem Essen. Manche Kinder lernen den Merkspruch „Nach dem Klo und vor dem Essen – Händewaschen nicht vergessen“.
Per Tröpfcheninfektion übertragbare Krankheiten, wie Atemwegsinfektionen oder Grippe können ebenso durch die Hände bei Kontakt mit Schleimhäuten übertragen werden, weshalb für die Allgemeinheit Händewaschen zur Vorbeugung empfohlen wird.
Im Rahmen der Hygiene-Maßnahmen zur Eindämmung der COVID-19-Pandemie in Deutschland (AHA-Regel) empfiehlt das Bundesministerium für Gesundheit deshalb, die Hände im Alltag – wie oben beschrieben – mit Seife zu waschen. Besteht z. B. unterwegs diese Möglichkeit nicht, soll ein Händedesinfektionsmittel verwendet werden.

## Ausstattung von Handwaschplätzen
Für die Ausstattung hygienischer Handwaschplätze empfiehlt die Kommission für Krankenhaushygiene und Infektionsprävention (KRINKO) ein groß dimensioniertes, tief ausgeformtes Waschbecken sowie fließend warmes und kaltes Wasser. Das Becken sollte wegen möglicher Besiedlung mit Krankheitserregern keinen Überlauf besitzen. Mit einem Spritzschutz sind angrenzende Arbeitsflächen so abzuschirmen, dass diese nicht kontaminiert werden können. Am Handwaschplatz sollten sich wandmontierte Spender für Händedesinfektionsmittel, Handwaschpräparat und Einmalhandtüchern befinden. Um weitgehend zu verhindern, dass sich beim Händewaschen ein erregerhaltiges Aerosol verbreitet, darf der Wasserstrahl nicht direkt auf den Abfluss gerichtet sein.
Eine handkontaktlose Bedienung der Armatur mittels eines verlängerten Hebels oder mittels Fuß- oder Knieauslösung wird empfohlen, wenn Mitarbeiter beispielsweise direkten Patientenkontakt haben. Einmalhandtücher müssen dem Spender ohne Kontaminationsgefahr entnommen werden können, gebrauchte Handtücher werden im bereitgestellten Abfallbehälter entsorgt. Sogenannte Retraktivspender mit automatischem Vorschub eines Textilhandtuchs können verwendet werden, wenn das benutzte Tuch auf einer zweiten Rolle ohne Kontakt zur sauberen Handtuchrolle aufgerollt wird. Dagegen sind konventionelle Heißlufttrockner für Gesundheitseinrichtungen ungeeignet.

## Geeignete Produkte

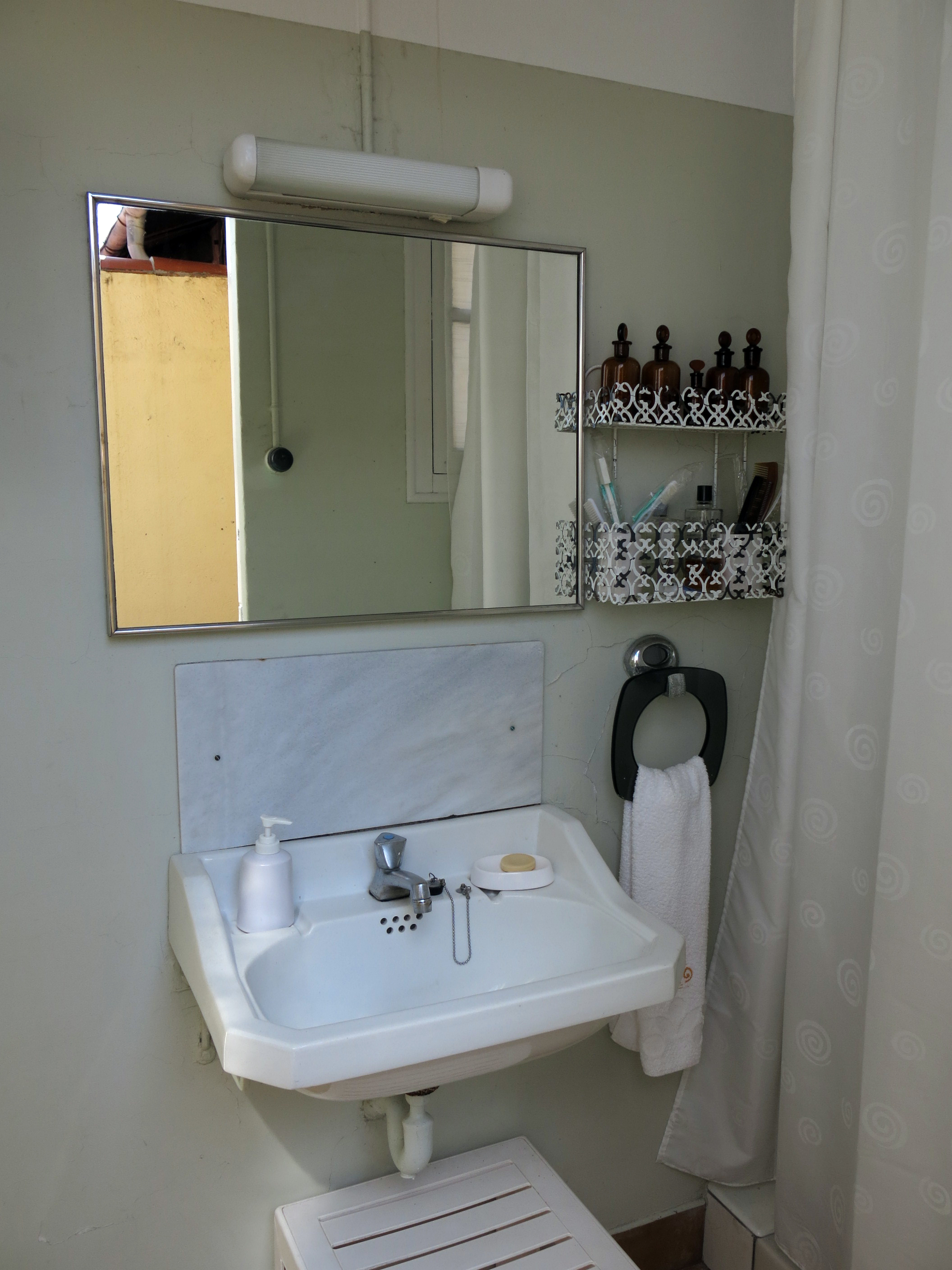
Waschbecken in einem Privathaushalt

Je nach Einsatzbereich oder Arbeitsfeld werden unterschiedliche Produkte verwendet.

### Händewaschen im Alltag
Zur alltäglichen Hygiene im Privathaushalt oder in öffentlichen Bereichen ohne besonderes Infektionsrisiko sind Seifen, Syndets, Waschlotionen oder -Emulsionen sowie Duschgele ausreichend, um Bakterien, Pilze und Viren mechanisch zu entfernen.
Sogenannte antibakterielle oder antimikrobiell wirksame Seifen oder Syndets können im Einzelfall die Wirkung steigern, haben aber keinen erwiesenen Zusatznutzen gegenüber normalen Seifen, Mögliche unerwünschte Nebenwirkungen sind irritative und allergische Wirkung, sowie Umweltbelastungen. Einige Produkte enthalten Triclosan, von dessen Verwendung vom Bundesinstitut für Risikobewertung (BfR) und dem Institut für Hygiene und Öffentliche Gesundheit der Universität Bonn abgeraten wird.
Handwaschpasten enthalten feine Schleifpartikel, mit denen besonders hartnäckige Verschmutzungen von der Haut gerieben werden können (z. B. Motoröl).

### Händewaschen im medizinischen Bereich und bei Umgang mit Lebensmitteln

Gebotszeichen M011: Hände waschen

Das Händewaschen wird zum Beispiel bei Arbeitsbeginn in der Lebensmittelverarbeitung, in Großküchen, Kantinen, medizinischen Bereichen und in Alten- und Pflegeheimen als Maßnahme der Infektionsprävention gefordert.
Es wird im medizinischen Bereich nur ergänzend zur hygienische Händedesinfektion durchgeführt, die als wirksamste Einzelmaßnahme zur Unterbrechung von Infektionsketten in Gesundheits- und Pflegeeinrichtungen sowie zum Eigenschutz gilt.
Zur „hygienischen Händewaschung“ (DIN EN 1499:2013-07) werden vor allem im Lebensmittelbereich Produkte mit der Bezeichnung Hygienische Händewaschprodukte angewandt. Sie sind nach einem standardisierten Testverfahren nach DIN bzw. vom Verbund für Angewandte Hygiene (VAH) geprüft und eignen sich für die hygienische Händewaschung, da sie in der Regel gegen alle Bakterien und Hefen bzw. Sprosspilze wirksam sind. Dazu muss die vom Hersteller angegebene Produkt-Einwirkzeit genau eingehalten werden. Dagegen ist der Einsatz von Produkten mit sogenannter antimikrobieller Wirksamkeit in keinem Regelwerk gefordert und hat gegenüber normaler Seifenwaschung keine signifikant höhere Wirksamkeit.
Für die Ausstattung von Handwaschplätzen in medizinischen Bereichen gelten in Deutschland die Empfehlungen der Kommission für Krankenhaushygiene und Infektionsprävention (KRINKO) beim Robert Koch-Institut (RKI): So dürfen keine festen Waschprodukte wie Seifen- bzw. Syndetstücke benutzt werden. Zum Abtrocknen werden Einmal-Papier- oder -Textiltücher aus einem Handtuchspender verwendet, die deutlich mehr Restflora entfernen und die Umgebung weniger kontaminieren als Heißlufttrockner.

## Wirkung auf die Haut
Normalerweise herrscht auf der Hand wie auf der gesamten Haut des Menschen ein saures Milieu mit einem pH-Wert zwischen 4,8 bis 5,3. Durch das Händewaschen mit alkalischer Seife verschiebt sich vorübergehend der natürliche pH-Wert der Haut. Bei gesunder, intakter Haut ist das leicht saure Milieu nach einer Stunde wiederhergestellt. Hersteller „pH-hautneutraler“ Syndets werben damit, dass bei diesen Produkten keine pH-Wertverschiebung auftritt.
Problematisch bei der Hautreinigung ist eher eine Störung der physiologischen Hautflora: Häufiges Waschen der Hände löst Lipide aus der Haut und führt zudem zur übermäßigen Einlagerung von Wasser in die oberen Schichten des Stratum corneum. Diese Hyperhydratation lässt die Hornschicht aufquellen; durch die fehlende Lipidverbindung entstehen Lücken zwischen den Zellschichten. Die Hautschutzbarriere kann nur verzögert wieder aufgebaut werden, was die Entwicklung von Hautirritationen begünstigt, insbesondere in Kombination mit Händedesinfektion. Als regelmäßige Präventionsmaßnahme ist das Händewaschen deshalb ungeeignet und sollte auf das notwendige Minimum reduziert werden. Nach dem Waschen ist eine sorgfältige Trocknung insbesondere der Fingerzwischenräume mit einem weichen Einmalhandtuch erforderlich.

## Untersuchungen im Zusammenhang mit Händewaschen
Nach einer Untersuchung der Universität Regensburg ist die Temperatur des Wassers beim Händewaschen unerheblich. Erst die Nutzung von Reinigungsmitteln hilft gegen Krankheitserreger, die eine enge Verbindung mit der Haut eingehen. Nach mindestens 20 Sekunden Händewaschen mit Seife würden so 99 % der Keime entfernt bzw. inaktiviert. Eine Studie der Universität Helsinki im Auftrag der European Textile Services Association zeigte, dass das Händetrocknen durch Abreiben mit Einweg-Papiertüchern hygienischer ist als das Lufttrocknen. Feuchte Hände beherbergen bis zu 1000 Mal mehr Keime als trockene Hände. Frauen waschen sich im Vergleich zu Männern öfter die Hände.

## Soziale Normen
Der Soziologe Norbert Elias beschreibt, dass soziale Normen zu Hygieneverhalten im Laufe der Jahrhunderte durch den Prozess der Zivilisation immer strenger wurden.
In psychologischen Studien wird der Wirkmechanismus dieser Normveränderungen empirisch untermauert. Man geht davon aus, dass unhygienisches Verhalten, wie beispielsweise kein Händewaschen nach dem Toilettengang, als bedrohlicher empfunden wird als stark hygienisches Verhalten, wie beispielsweise zu gründliches Händewaschen nach dem Toilettengang. Bedrohlicheres Verhalten wird entsprechend auch stärkere soziale Bestrafung wie Ausschluss, Konfrontation oder Bloßstellung nach sich ziehen. Hygienenormen, unter anderem zum Händewaschen, werden durch diese asymmetrischen Bestrafungen im Laufe der Zeit also immer strenger und extremer. Eine Studie zeigt jedoch, dass Proteste gegen diese Beschwerden die Normveränderung verlangsamen oder die Norm stabilisieren können.

## Aktionstage
2008 rief die WHO den Internationalen Hände-Waschtag (für Kinder und Erwachsene) ins Leben, der jeweils am 15. Oktober stattfindet. Seit 2009 findet am 5. Mai der Welttag der Handhygiene (für medizinisches Personal) statt.

## Zur Kulturgeschichte siehe auch
- Beckenschlägerschüssel
- Aquamanile
- Lavabokessel
- Netilat Jadajim